# Ondřej Škoch
Ondřej Škoch (* 8. dubna 1979 Praha, Československo) je český kytarista, baskytarista, hudební skladatel, zpěvák a producent. 

## Život
V letech 2001–2017 byl členem hudební skupiny Chinaski, kde hrál na baskytaru, kytaru a zpíval. Vystudoval konzervatoř Jaroslava Ježka v Praze v oborech jazzová kytara a kompozice. Dále působí jako producent a skladatel reklamní, symfonické, scénické a písňové tvorby. Jeho vzory z baskytaristů jsou Tony Levin, Flea nebo Marcus Miller, z kytaristů Mike Stern, Pat Metheny nebo Joe Pass. Inspiraci hledá také u U2, Petera Gabriela, u skupiny Queen a skupiny Faith No More.[zdroj?]

### Osobní život
Jeho ženou je textařka a překladatelka Alice Škochová, která se kromě písňových textů věnuje také reklamní tvorbě.

## Hudební projekty
- 2003 - Nitky – Projekt Nitky zhudebnil básně Bohuslava Reynka a Suzanne Renaud v překladu a přebásnění Alice Škochové. Písně nahrála v tehdejším studiu Manon record šestičlenná skupina hudebníků (Ondřej Škoch – autor hudby, kytara, zpěv; Mařenka Tichá – violoncello; Petr Tichý – kontrabas; Vít Nermut – housle; Štěpán Škoch – soprán a tenor saxofon, příčná flétna; Jan Linhart – zobcová flétna, perkuse). Booklet CD vytvořil Jan Fabík na základě grafik malířky Jany Švábové.
- 2011 – První sníh – Šest let vznikaly nové překlady básní Suzanne Renaud, které se staly základem pro desku Ondřeje Škocha s názvem První Sníh. V hudbě se propojují různé styly – od intimních poloh blízkých chansonu přes široké spektrum etno zvuků staré Indie až po elektrojazz. Ke spolupráci na CD byli přizváni přední jazzoví hudebníci, Jan Linhart (bicí) a Petr Tichý (kontrabas). Dále David Lanštof (bicí a perkuse) a dechový multiinstrumentalista a producent Štěpán Škoch, v jehož studiu All Senses Production byla deska v letech 2010–2011 nahrána. Produkce desky se ujal Darek Král, skladatel divadelní hudby a autor hudebního projektu Maya, který na desku zároveň nahrál klavír a klávesy. Speciálním hostem na albu První sníh jsou zpěvačky Tereza Hálová a Radka Kysilková. Booklet CD vytvořil grafik Jan Fabík, který zpracoval malby malířky Jany Švábové.
- 2012 – Music Cluster –

Od roku 2012 je Ondřej Škoch spoluzakladatelem podpůrného projektu pro kapely a interprety s názvem Music Cluster. Projekt podpořil například kapely Mrakoplaš, Maya, Narcotic Field, Bob Fliedr, Milada Karez, Sirkyskon, Magnetikum, Eva Matějovská nebo SanSet.
- 2014 – Prší na Habry – CD Prší na Habry je v pořadí třetím projektem zhudebněných básní Suzanne Renaud v překladu Alice Škochové. Album pokračuje v linii žánrové různorodosti předchozí desky První sníh, přichází však s výrazným speciálním hostem ovlivňujícím celkové vyznění desky, kterým je slovenská písničkářka Zuzana Homolová.
- 2019 – Řekni napořád – Ondřej Škoch popsal album slovy: „Na desce jsem začal pracovat krátce po odchodu z kapely Chinaski. Promítly se do ní události posledního roku. Každá ze skladeb vypráví příběh, a proto je deska něco jako mozaika prožitků a výpovědí. Tomu odpovídá i pestrost hudebních stylů.“ Album Řekni napořád začalo vznikat v létě 2018 a Škoch si k jeho realizaci pozval své hudební kolegy a přátele. Producenta Jiřího Maška, ex Chinaski dechovou sekci tvořenou Štěpánem Škochem a Petrem Kužvartem, zpěvačku Báru Polákovou, hráče na dechové nástroje Davida Ebena, jazzového klavíristu Ondřeje Kabrnu, kontrabasistu Petra Tichého a bubeníky Jana Linharta a Antonína Jínu. Album bylo natočeno ve studiích All Senses Production a Good Day Records.

Autorem textů písní je Alice Škochová. „Není to poprvé, co na desce spolupracuji s Alicí. Nejdřív vždy přijde text, který mě inspiruje k melodii. Stejně tomu bylo i na Řekni napořád, ovšem s jedinou výjimkou. Text a hudbu k titulní skladbě jsme psali prakticky zároveň, aniž bychom o tom věděli,“ doplnil Ondřej Škoch. Album obsahuje 12 autorských písní včetně dvou čistě instrumentálních skladeb. O grafickou podobu bookletu se postarali Lucie Loosová, Kateřina Fairaislová, Monika Myslivečková a Jáchym Grohman.
Na křtu CD zaznělo celé album Řekni napořád a také průřez tvorby Ondřeje Škocha z období, kdy působil v kapelách Chinaski, Nitky nebo Manon. Písně zazněly včetně smyčcového kvartetu a vokálního doprovodu v podání 17členné kapely. Pozvání přijali muzikanti a hudební kolegové David Eben, Marpo, Eva Matějovská a Petr Hanzlík, ti vystoupili jako hosté večera. Vybrané písně doprovodil farní sbor Schola sv. Václava.
Album vyšlo pod hlavičkou vydavatelství Good Day Records a k dostání je v digitální podobě na iTunes, Spotify, Deezer a v prodejní síti Bontonland.
- 2020 – Skupina Napořád – V roce 2020 založil skupinu Napořád[1] kde společně s ním působí také někdejší člen skupiny Chinaski trumpetista Petr Kužvart a zpěvačky Barbora Fialová a Josefína Čermáková. Na chystaném CD skupiny bude také spolupracovat britský producent Clint Murphy.
- 2021 – Pracoval jako autor, producent a zvukař ve svém studiu CreativeGap[2]

Natáčel VO pro reklamní spoty a vytváří animace.
Vydal debutové album kapely Napořád Láska je nejvíc s nejúspěšnějším singlem Miláček
- 2022 – Stal se ambasadorem Mezinárodního vězeňského společenství[ujasnit][zdroj?]
- 2023 – Kapelu Napořád opustil trumpetista Petr Kužvart a přišli baskytarista Karel Píša a bubeník Mathias Westerdijk. Po těchto změnách hrála kapela v sestavě Ondřej Škoch, Barbora Fialová, Josefína Čermáková, Karel Píša a Mathias Westerdijk
- 2024 – Projekt Srdce za zdí – Na podporu dětí uvězněných rodičů složil spolu s dětmi a kapelou Napořád píseň [ Srdce za zdí].[3]

Spolu s MVS založil portál Srdce za zdí - aktivní pomoc "Zapomenutým dětem"
Vyšel videoklip Srdce za zdí.